# رمحالا
رمحالا هي قرية لبنانية من قرى قضاء عاليه في محافظة جبل لبنان.